# Actinocarya tibetica
Actinocarya tibetica, jednogodišnja biljka, tipična vrsta roda Actinocarya, porodica boražinovki. Raširena je po Kini i Tibetu.
Listovi su naizmjenični

## Sinonimi
- Glochidocaryum kansuense W.T. Wang

## Vanjske poveznice
- Plantillustrations.org (s ilustracijom)